# Helsinge Sogn
Helsinge Sogn er et sogn i Frederiksværk Provsti (Helsingør Stift).
I 1800-tallet var Valby Sogn anneks til Helsinge Sogn. Begge sogne hørte til Holbo Herred i Frederiksborg Amt. Helsinge-Valby sognekommune blev ved kommunalreformen i 1970 kernen i Helsinge Kommune, der ved strukturreformen i 2007 indgik i Gribskov Kommune.
I Helsinge Sogn ligger Helsinge Kirke.
I sognet findes følgende autoriserede stednavne:
- Ammendrup (bebyggelse)
- Ammendrup By (bebyggelse, ejerlav)
- Bolandshuse (bebyggelse)
- Damgård (bebyggelse)
- Dybelyng (bebyggelse)
- Helsinge (bebyggelse)
- Helsinge By (bebyggelse, ejerlav)
- Helsinge Tofte (bebyggelse)
- Høbjerg (bebyggelse)
- Høbjerg By (bebyggelse, ejerlav)
- Høbjerg Hegn (areal, ejerlav)
- Høbjerg Holt (bebyggelse)
- Høbjerg Orned (bebyggelse)
- Kæderup (bebyggelse)
- Kæderup By (bebyggelse, ejerlav)
- Laugø (bebyggelse)
- Laugø By (bebyggelse, ejerlav)
- Nejlinge (bebyggelse)
- Nejlinge By (bebyggelse, ejerlav)
- Ornedhus (bebyggelse, ejerlav)
- Pibemølle (bebyggelse, ejerlav)